# Boura (département)
Pour les articles homonymes, voir Boura.
Pour le village chef-lieu, voir Boura (Boura).
Boura est un département et une commune rurale de la province de la Sissili, situé dans la région du Centre-Ouest au Burkina Faso.

## Démographie
- 24 574 habitants (recensement de 2006[2])
- 40 427 habitants (recensement de 2019[1])

## Villages
Le département se compose de vingt-deux villages, dont le village chef-lieu homonyme (données de population consolidées en 2012 issues du recensement général de 2006) :
- Bofian (662 habitants)
- Bouara (1 084 habitants)
- Boura (4 573 habitants), chef-lieu
- Bouyague (642 habitants)
- Bozo (1 590 habitants)
- Dangué (1 106 habitants)
- Goumou (553 habitants)
- Hiela (ou Hiéla) (760 habitants)
- Kala (633 habitants)
- Kélindou (2 681 habitants)
- Kia (432 habitants)
- Kiétou (665 habitants)
- Longa (832 habitants)
- Pensiaka (385 habitants)
- Pina (853 habitants)
- Poudiéné (791 habitants)
- Sati (1 444 habitants)
- Sossoré (311 habitants)
- Ty (489 habitants)
- Worou (723 habitants)
- Yoro (2 200 habitants)
- Zamouna (1 138 habitants)